# Remain
Remain ist das sechste Studioalbum der US-amerikanischen Band The Great Divide.

## Titelliste
1. Fly On – 2:49
2. Lost in the Night – 4:18
3. Remain – 3:44
4. Gypsy Steel – 3:55
5. Other Side of Midnight – 4:33
6. Bummin’ Around – 3:53
7. Moon Is Almost Full – 3:14
8. If You Want It That Much – 3:46
9. Mary Hold On – 3:32
10. If Not for You – 8:12

## Hintergrund
Remain war im Jahr 2002 das Nachfolgealbum von Dirt and Spirit, das die Band mit anderen Musikern der sogenannten Red-Dirt-Szene, darunter Bob Childers, Cross Canadian Ragweed und Tom Skinner, aufgenommen hatte. Gleichzeitig war es für die Gruppe auch das letzte Album mit ihrem Frontmann, Songwriter und Produzenten Mike McClure, der bereits einige Monate vor der Veröffentlichung von Remain sein erstes Soloalbum Twelve Pieces herausgebracht hatte. McClure entschloss sich danach die Mike McClure Band zu gründen und trat gleichzeitig im Jahr 2003 als erstes Gründungsmitglied aus seiner alten Band aus.
Die Aufnahmen für das Album wurden in einem ungewöhnlich langen Zeitraum von vier Monaten in drei verschiedenen Studios in Nashville gemacht. Als Produzent wirkte Chris Leuzinger. Am 5. November 2002 wurde Remain offiziell veröffentlicht.
Das Album besteht aus zehn Songs, die zum größten Teil von Mike McClure selbst geschrieben wurden. Lediglich beim Song Bummin' Around erhielt er die Unterstützung von Scott Copeland. Das Album ist nach seinem Titelsong Remain benannt, den McClure mit seiner Band im Jahr 2005 für das Album Camelot Falling neu vertont hat. Der letzte Song des Albums ist ein Hidden Track. Als Single wurde der Titel Lost in the Night veröffentlicht.

## Rezeption
Das Billboard-Magazin bezeichnete das Album als „exzellente“ Mischung aus Country- und Rockmusik.
Von der deutschsprachigen Seite „Rocktimes“ wurde das Album sehr gelobt. Der Kritiker hörte „präzise Songs mit schönen Melodien“ und verglich die Band mit den Musikern J. J. Cale und Van Morrison. Als besonders gut wurden die Lieder Fly On, Lost In The Night, Remain, Gypsy Steel, Bummin' Around und Mary Hold On hervorgehoben. Rezensent Bobby Allison-Gallimore kam ebenfalls zu einem positiven Urteil, auch wenn im Gegensatz zum im Jahr 1999 veröffentlichten Revolutions keiner der Songs Hit-Eigenschaften hätte. „Sehr empfehlenswert“ lautet zudem das Urteil von musikansich.de, das den gelungenen Genremix aus Rock und Country betont.
Kommerziell gesehen konnte die Gruppe jedoch nicht an die Erfolge, die sie während der späten 1990er-Jahre bei Atlantic Records feierte, anschließen. Weder das Album, noch die Single Lost in the Night konnten die Genrecharts erreichen.